# Metastelma hamatum
Metastelma hamatum är en oleanderväxtart som beskrevs av August Heinrich Rudolf Grisebach. Metastelma hamatum ingår i släktet Metastelma och familjen oleanderväxter. Inga underarter finns listade i Catalogue of Life.